# Fomena (Gomoa)
Fomena miasto dystrykcie Gomoa w regionie Regionie Centralnym w Ghanie.